# Schweller (Automobilbau)

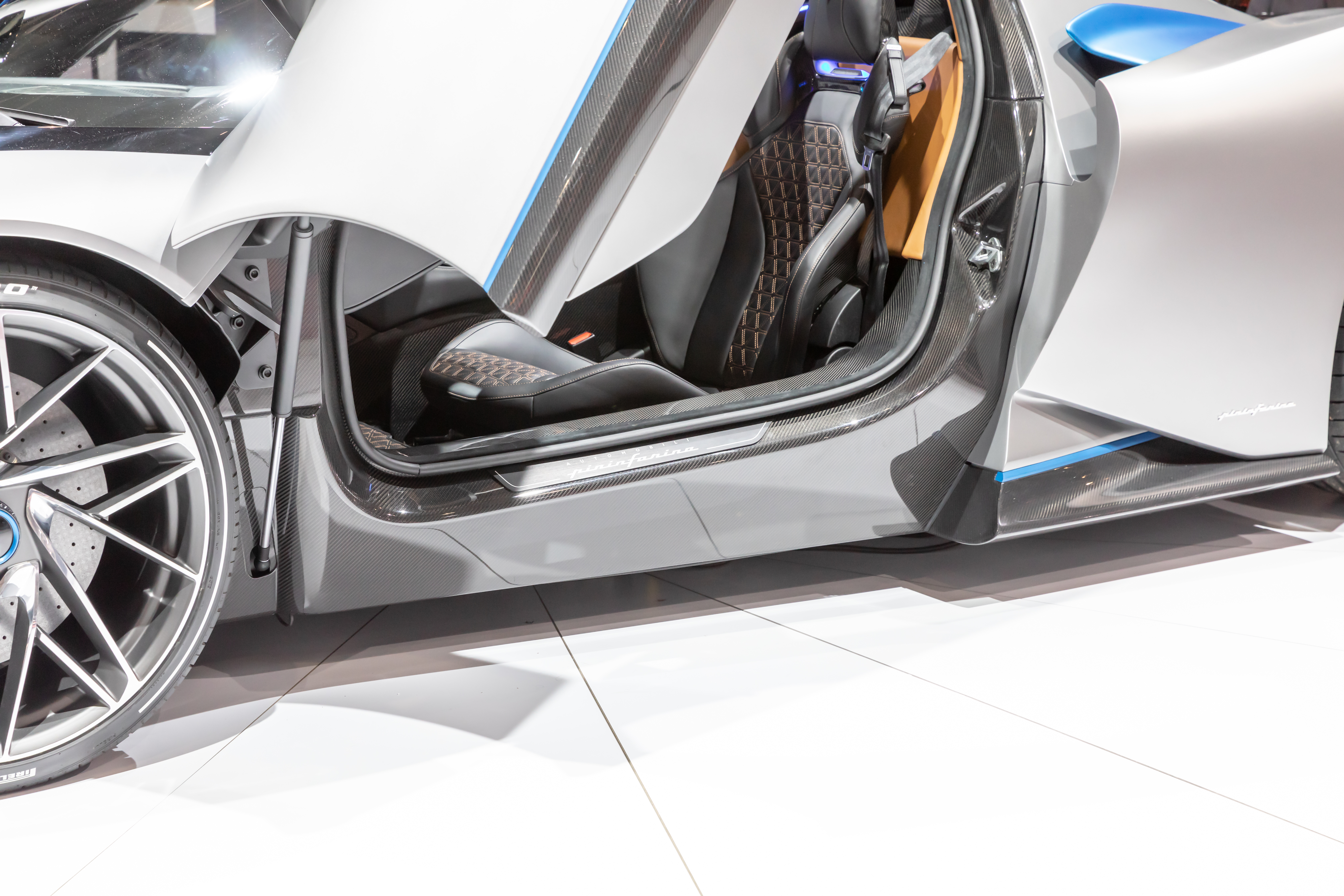
Schweller eines Sportwagens

Der Schweller ist ein Bereich der selbsttragenden Karosserie eines Automobils. Er befindet sich längs unterhalb des Türeinstieges, auf beiden Seiten des Fahrzeuges zwischen den Radkästen vorn und hinten.

## Funktion
Der Schweller ist ein wichtiges Element einer selbsttragenden Karosserie. Ihm kommt eine wesentliche Bedeutung bei der Aufnahme von Kräften zu (insbes. die hohen bei einem Frontalzusammenstoß). Beim Seitenaufprall ist es wichtig, eine nicht zu hohe Steifigkeit zu haben, um die Aufprallenergie gezielt abzubauen und die Eindringgeschwindigkeit zu reduzieren.
Der Schweller ist kein eigenes Bauteil. Er setzt sich in der Regel aus der Seitenwand (Seitenteil), einem Verstärkungsteil, einem Verstärkungs-Stegblech und einem Schwellerinnenteil zusammen, welches den Hohlquerschnitt schließt. An dieses Innenteil ist das Bodenblech gefügt. 
Aufgrund seiner tiefen Lage am Fahrzeug ist der Schwellerbereich generell korrosionsgefährdet (Spritzwasser). Durch verzinkte Bleche, geschickte Schachtelung der einzelnen Komponenten und Hohlraumversiegelung wurde die früher häufig gefürchtete Gefahr einer Durchrostung bei den heutigen Fahrzeugen der meisten Hersteller wesentlich gemindert. Da der Schweller ein tragendes Teil der Karosseriestruktur bildet, werden durchgerostete Schwellerbereiche bei der Hauptuntersuchung als erhebliche Mängel bewertet, worauf häufig eine Plakette verweigert wird. 
Nichttragende Plastikteile zur Verbesserung der Umströmung und des Aussehens, beispielsweise von Sportwagen oder getunten Straßenfahrzeugen, werden Seitenschweller genannt.